# Damn Small Linux
Damn Small Linux (výslovnost [dæm 'smoːl ˈlɪnʊks]; zkráceně DSL, česky Sakra malý Linux) je minimalistická distribuce Linuxu založená na Debianu, která si klade za cíl především schopnost vejít se na tzv. vizitkové CD, tedy zhruba do 50 MiB. DSL byl původně vytvořen jako experiment, kolik užitečných aplikací se může vejít do tak malého prostoru. Postupem času však přerostl v jednu z významných distribucí, často používaných jako např. záchranný disk na Live CD.

## Vlastnosti
- Startování systému z CD, MiniCD nebo USB disku.
- Možnost zavedení DSL v rámci hostitelského operačního systému.
- Jednoduchá instalace na pevný disk, po které se systém dokáže chovat jako funkční instalace Debian Linuxu
- Nízké hardwarové nároky – systém je schopný běžet na PC s procesorem Intel 486DX s 16 MiB RAM
- Vysoká modularita – k dispozici je přes 200 DSL balíčků s aplikacemi
- Pokročilé grafické uživatelské rozhraní založené na X Window System a Fluxboxu
- Mnoho pokročilých aplikací, zahrnující webový a FTP server, webový prohlížeč, přehrávač hudby a videa apod.

## Historie
DSL je Linux odvozený z Debianu a Knoppixu. Jeho počátky se datují (pravděpodobně) do konce roku 2004, vzhledem k malému počtu lidí v projektu ale panují v otázkách historie neshody. Vývoj začal tehdy verzí 0.1 a během roku se přehoupl přes „stabilní“ 1.0. Současná stabilní verze je 4.4.10, vývojová 4.11.RC2.

## DSL rozšíření
DSL rozšíření je možné instalovat víceméně jedním kliknutím myši pomocí systému MyDSL – balíček se automaticky stáhne a nainstaluje. Vnitřní struktura .dsl souboru je tar.bz2 archiv potřebných souborů, který se „nainstaluje“ rozbalením do kořenového adresáře. DSL umožňují kompletně změnit funkce i vzhled DSL, k dispozici jsou balíčky např. s kompletním XFree86, ovladačem nVIDIA [ɪnˈvɪdiə] pro grafickou kartu, množstvím her a kancelářského softwaru.